# Gobierno federal de Alemania
El Gobierno federal (en alemán: Bundesregierung, pronunciado /ˈbʊndəsʁeˌɡiːʁʊŋ/ⓘ) es el poder ejecutivo de la República Federal Alemana. También es denominado gabinete federal (Bundeskabinett) y se compone del canciller federal y de los ministros federales. Fue fundado el 8 de mayo de 1949 como gobierno de la recién fundada República Federal de Alemania.
Constitucionalmente su papel está fundamentado en los artículos 62 hasta el 69 de la Ley Fundamental para la República Federal de Alemania, la Constitución alemana. El artículo 64 indica que los miembros del Gobierno federal deben hacer acto de juramento para poder ejercer su cargo. El principio de trabajo está controlado por la Geschäftsordnung der Bundesregierung (GOBReg) —Reglamentación del Gobierno Federal— y por la Gemeinsame Geschäftsordnung der Bundesministerien (GGO) —Reglamentación Conjunta de los Ministerios Federales—, donde se establece por ejemplo que el Gobierno federal solo tiene capacidad de decisión si están presentes más de la mitad de sus miembros.
La parte administrativa del Gobierno federal está a cargo del canciller federal, quien delega esta tarea al jefe de la Cancillería Federal. El canciller federal dirige la acción del Gobierno bajo su responsabilidad y coordina las funciones de los miembros del Gobierno. Los ministros federales están al frente de sus respectivas carteras en el marco de los principios del canciller. El campo de acción de sus actividades lo determina el canciller federal. Si bien los miembros del Gobierno pueden pertenecer también al Parlamento alemán (Bundestag), no es condición indispensable serlo.
Los ministros de Estado, secretarios parlamentarios y funcionarios públicos no pertenecen formalmente al Gobierno federal, pero le sirven de apoyo en sus funciones.
El Gobierno federal se reúne por regla general cada miércoles a las 9:30 h en el edificio de la Cancillería Federal. El medio de comunicación oficial del Gobierno es el Gemeinsames Ministerialblatt (GMBl) —Boletín Conjunto Ministerial—.

## Composición del Gobierno federal
El Gobierno federal está conformado desde diciembre de 2021 por los miembros del gabinete del canciller Olaf Scholz (19.ª legislatura) y está compuesto por un gobierno del que forman parte miembros de los partidos SPD y Alianza 90/Los Verdes. Hasta noviembre de 2024, el FDP también formó parte de la coalición pero la abandonó debido a conflictos internos.
| Cargo                                                           | Titular           | Partido       |
| --------------------------------------------------------------- | ----------------- | ------------- |
| Canciller federal                                               | Olaf Scholz       | SPD           |
| Vicecanciller federal y Economía                                | Robert Habeck     | Verdes        |
| Asuntos Exteriores                                              | Annalena Baerbock | Verdes        |
| Finanzas                                                        | Jörg Kukies       | SPD           |
| Interior                                                        | Nancy Faeser      | SPD           |
| Justicia                                                        | Volker Wissing    | Independiente |
| Vivienda, Desarrollo Urbanístico y Construcción                 | Klara Geywitz     | SPD           |
| Trabajo y Asuntos Sociales                                      | Hubertus Heil     | SPD           |
| Alimentación y Agricultura                                      | Cem Özdemir       | Verdes        |
| Defensa                                                         | Boris Pistorius   | SPD           |
| Familia, Tercera Edad, Mujeres y Juventud                       | Lisa Paus         | Verdes        |
| Salud                                                           | Karl Lauterbach   | SPD           |
| Digital y Transporte                                            | Volker Wissing    | Independiente |
| Medio Ambiente, Protección de la Naturaleza y Seguridad Nuclear | Steffi Lemke      | Verdes        |
| Educación e Investigación                                       | Cem Özdemir       | Verdes        |
| Cooperación económica y desarrollo                              | Svenja Schulze    | SPD           |
| Asuntos Especiales y jefe de la Cancillería federal             | Wolfgang Schmidt  | SPD           |

## Orden de representación
En ausencia del canciller por motivos de salud o por estar fuera del país, el responsable inmediato del Gobierno es el vicecanciller, que generalmente, aunque no es regla, es el ministro de Exteriores. Si este también se encuentra discapacitado para el cargo, entonces le sigue el ministro que más tiempo ininterrumpido pertenezca al Gobierno; en caso de haber dos o más con la misma antigüedad, el primero será el que tenga más edad.